# Lokomotiva SBB E 3/3
Parní lokomotiva E 3/3 přezdívaná Tigerli (tygřík) byla vyráběna ve Švýcarku společností Lokomotiv- und Maschinenfabrik Winterthur (SLM) v letech 1902–1915, kdy bylo vyrobeno celkem 83 kusů se sériovými čísly 8451-8533. Lokomotivy byly ve službě až do roku 1960.
Přezdívku Tigerli – tygřík získala lokomotiva pro barevné provedení – černý kotel se žlutým nebo mosazným lemováním.

## Historie
Vývoj prototypu byl zahájen již v roce 1896 podle požadavku SCB (Schweiz. Centralbahn), později JS (Jura–Simplon-Bahn) a uveden do provozu v roce 1901. Důvodem stavby těchto lokomotiv byla potřeba vybavení stanic a nádraží výkonným strojem pro posunovací službu schopným i traťového provozu. Jenom bývalé soukromé společnosti, NOB (Nord–Ost-Bahn), SCB (Schweiz. Centralbahn) a JS (Jura–Simplon-Bahn), převzaly do služby 61 kusů těchto lokomotiv určených pro posun v letech 1902-1903. V době nedostatku uhlí v době 2. světové války byly z této řady dva stroje E 3/3 8521 a 8522 přestavěny na vyvíjení páry pomocí elektrické energie. Tyto dvě lokomotivy se přestavbou staly závislými na trakci, zatímco ostatní lokomotivy E 3/3 zůstaly trakčně nezávislými. Lokomotiva E 3/3 byla určena hlavně pro posun ale byla používána i pro traťovou službu. Po vyřazení ze služby u SBB v roce 1960 byly některé lokomotivy převedeny do služby u soukromých společností nebo jako posunovací v průmyslových závodech. Některé lokomotivy se dochovaly jako historické a schopné provozu.

## Vývoj lokomotiv
| pořadové číslo                                                            | rok  | úpravy / změny |
| ------------------------------------------------------------------------- | ---- | --- |
| 8459                                                                      | —    | snížení výhřevné plochy |
| 8471                                                                      | —    | zesílení rámu, doplnění brzdového systému Westinghouse, zvýšení hmotnosti o 1,4 tuny                                                                   |
| 8480                                                                      | —    | zvětšení rozvoru z 3120 mm na 3320 mm, odstraněn zadní převis, prodloužení kotle a kabiny                                                              |
| 8486                                                                      | —    | doplnění předních stupaček a madel pro posunovače, postupně doplněny i na starší výrobní čísla                                                         |
| —                                                                         | 1907 | doplnění excentrických ručních pák ovládání brzd na zadním a středním dvojkolí, celkem 8 brzdových špalků, postupně doplněny i na starší výrobní čísla |
| 8471-8481, 8494, 8495, 8511-8518, 8526, 8528, 8529                        |      | byly vybaveny brzdou Westinghouse, další výrobní čísla bez působení na hnací dvojkolí                                                                  |
| 8519-8523                                                                 | —    | vybaveny brzdovým regulátorem |
| 8459, 8460, 8471-8481, 8488-8495, 8503-8505, 8513, 8524, 8525, 8528, 8529 | —    | vybaveny Haslerovým rychloměrem (7 kusů poskytuje Klose), určeny pro službu na tratích s rychlostí 50 km/hod                                           |
| —                                                                         | 1935 | prováděny úpravy pro zjednodušenou obsluhu stroje (pouze strojvedoucí), zdvojený ovladač brzd, zdvojené ovládání pískování, zdvojený regulátor         |

Všechny stroje byly vybaveny zařízením pro parní vytápění, ručními pískovači pro jízdu vpřed s pískováním před hnací dvojkolí. Řada těchto lokomotiv byla během 2. světové války upravena na spalování acetylenu, ale tato úprava byla následně odstraněna. Lokomotivy dodávané do roku 1915 byly vyváženy tak, aby bylo možno využít povoleného hmotnostního zatížení spřažených dvojkolí pro lepší výsledky v těžké posunovací službě.

## Údržba
Vzhledem k velkému počtu strojů a celoplošného nasazení byla údržba rozdělena následovně:
| oblast | pořadové číslo lokomotivy                             | místo údržby      |
| ------ | ----------------------------------------------------- | ----------------- |
| I      | 8456–8462, 8491–8493, 8503–8505, 8524, 8525           | Yverdon-les-Bains |
| II     | 8451–8455, 8463–8470, 8482–8488, 8496-8500, 8506–8513 | Olten             |
| III    | 8471–8475, 8489–8490, 8514–8518, 8526-8527, 8531–8533 | Zürich            |
| IV     | 8476–8481, 8494–8495, 8528–8530                       | Rorschach         |
| V      | 8501, 8502, 8519–8523                                 | Bellinzona        |

## Služba
| č. 8478–8481, 8519, 8520 | Basel-St. Johann se zvýšeným obsahu uhláku až na úroveň střechy kabiny |
| č. 8477, 8488            | ST (Sursee-Triengen), vyřazeny                                         |
| č. 8479, 8522            | ST (Sursee-Triengen), v příležitostném historickém provozu             |